# Trivellona abyssicola
Trivellona abyssicola is een slakkensoort uit de familie van de Triviidae. De wetenschappelijke naam van de soort is voor het eerst geldig gepubliceerd in 1909 door Schepman.